# يون آرنه ريسه
جون أرني سومندسيث رييسه (بالنرويجية: John Arne Riise)‏، من مواليد 24 سبتمبر 1980 في أوليسوند في النرويج، وهو لاعب كرة قدم كان يلعب في مركز الظهير الأيسر وكان يجيد أيضًا اللعب في مركز وسط الجناح.
بدأ مسيرته الكروية مع نادي أليسوندس في عام 1998، ولعب معهم 25 مباراة وسجل 5 أهداف، وفي عام 1998 انتقل إلى نادي موناكو الفرنسي، ولعب معهم حتى عام 2001، وشارك معهم في 44 مباراة وسجل 4 أهداف، ولعب عام 2001 مع نادي ليفربول الإنجليزي، وانتقل عام 2008 الي نادي روما
و قد بدأ باللعب مع منتخب النرويج لكرة القدم في عام 2000.

## روابط خارجية
- يون آرنه ريسه على موقع IMDb (الإنجليزية)
- يون آرنه ريسه على موقع قاعدة بيانات الفيلم (الإنجليزية)
- يون آرنه ريسه على موقع الاتحاد الدولي (مؤرشف)  (الإنجليزية)
- يون آرنه ريسه على موقع الاتحاد الأوربي (الإنجليزية)
- يون آرنه ريسه على موقع اتحاد النرويج (النرويجية)
- يون آرنه ريسه على موقع رابطة كرة القدم الفرنسية للمحترفين (الإنجليزية)
- يون آرنه ريسه على موقع قاعدة بيانات كرة القدم.إي يو (الإنجليزية)
- يون آرنه ريسه على موقع ليكيب (الفرنسية)
- يون آرنه ريسه على موقع ناشيونال فوتبول تيمز (الإنجليزية)
- يون آرنه ريسه على موقع Soccerbase.com (لاعب) (الإنجليزية)
- يون آرنه ريسه على موقع Soccerway.com (الإنجليزية)
- يون آرنه ريسه على موقع عالم كرة القدم.نت (الإنجليزية)